# フーディ・アレン
フーディ・アレン（Hoodie Allen）は、アメリカ合衆国ワシントンD.C.出身のラッパーである。本名は、スティーヴン・マルコウィッツ。2013年現在レーベル契約を交わしておらず、これまで発表した作品は全て自主リリースである。2012年リリースの2ndEP『All American』が全米Billboard 200にて初登場10位を記録したことから注目を集める。

## ディスコグラフィー

### アルバム
- People Keep Talking (2014)
- Happy Camper (2016)
- The Hype (2017)
- Whatever USA (2019)

### EP
- Bagels and Beats (2009)
- All American (2012) - 全米10位
- Americoustic (2013) - 全米28位